# UFC 192
UFC 192: Cormier vs. Gustafsson foi um evento de Artes Marciais Mistas promovido pelo Ultimate Fighting Championship, ocorreu em 3 de outubro de 2015 no Toyota Center em Houston, no Texas.

## Card Oficial
Nota 1 Pelo Cinturão Meio Pesado do UFC.

## Bônus da Noite
- Luta da Noite:  Daniel Cormier vs.  Alexander Gustafsson
- Performance da Noite:  Albert Tumenov e  Adriano Martins

## Ligações Externas
1. ↑  Nota 1